# Швецер, Ирмгард
Ирмга́рд Швецер (нем. Irmgard Schwaetzer) (род. 5 апреля 1942) — немецкий политик, министр строительства и городского развития ФРГ.

## Образование и профессия
В 1961 году, после получения аттестата зрелости в женской гимназии Варбурга, где она обучалась новым иностранным языкам, Ирмгард продолжила образование, изучая фармацевтику Пассау, Мюнстере и Бонне. В 1967-м выдержала государственный фармацевтический экзамен. В 1968-м получила разрешение к аптекарской практике. В 1971-м, в Боннском университете, защитила докторскую диссертацию по теме «Derivate des 4-Azaphenanthrenringsystems durch intramolekulare Cyclisierungsreaktion». До 1980 года она работала как ведущий специалист на различных предприятиях фармацевтической отрасли и промышленности товаров широкого потребления («Procter & Gamble», «Tropon GmbH», «Delalande S.A.» и др.).

## Личная жизнь
Ирмгард Швецер живёт в Берлине. До 27 сентября 1991 года носила фамилию Адам-Швецер. Состояла в браке с доктором химических наук Вольфгангом Адамом.
С 13 марта 2022 года является канониссой монастыря Хайлигенграбе в Бранденбурге.

## Партия
С 1975 года Швецер — член СвДП. В 1982—1984 годах, вместо перешедшего в СДПГ Гюнтера Ферхойгена, занимала место генерального секретаря партии. С 1984 по 1987 — федеральный казначей партии. Выставляла свою кандидатуру на пост председателя СвДП, но, проиграв на выборах Отто граф Ламбсдорфу, была вице-председателем партии с 1988 по 1994 год. Побывав ещё в 80-е председателем Ахенского района, вновь занимала эту должность с 1997 по 2002 годы. Даже сегодня она активна, кроме всего прочего, в области защиты прав стариков и женщин. Почётный председатель федерального объединения «Либеральные женщины», член совета правления фонда Фридриха Наумана.

## Делегат бундестага
С 1980 по 2002 годы Ирмгард Швецер — член немецкого бундестага (проходила по земельным спискам Северного Рейна — Вестфалии). С 1998 по 2002 год она являлась председателем рабочей группы по вопросам занятости и социальной политики, политики в области здравоохранения, делам семьи, женщин и молодёжи в политике СвДП-фракции бундестага.

## Должности в государственном аппарате
После парламентских выборов 1987 года, 12 марта Ирмгард Швецер была приглашена в министерство иностранных дел, где проработала до 1991 года, занимаясь среди прочего, вопросами интеграции бывшей ГДР в европейское сообщество. Выборы 1990-го года принесли СвДП дополнительные голоса в парламенте, следовательно, свободные демократы были вправе потребовать расширения своих полномочий и министерских должностей. Так, в рамках этой кампании, 18 января 1991 года Швецер стала министром регионального планирования, строительства и городского развития.
В мае 1992, после отставки Ганса-Дитриха Геншера, руководство партии выставило кандидатуру Швецер на пост министра иностранных дел. Однако, парламентская фракция партии отклонила это предложение, и, в итоге министром стал Клаус Кинкель. После выборов в бундестаг 1994 года, СвДП в состав правящей коалиции не вошла, в формировании кабинета министров не участвовала. Поэтому 17 ноября 1994 она вышла в отставку.
На данный момент она является председателем немецкого комитета по уменьшению опасности стихийных бедствий и председателем кафедрального совета Берлинского кафедрального собора. В январе 2009 вошла в состав синода протестантской церкви региона Берлин-Бранденбург-силезская Верхняя Лужица.